# Botanophila trivittata
Botanophila trivittata este o specie de muște din genul Botanophila, familia Anthomyiidae. A fost descrisă pentru prima dată de Stein în anul 1898. Conform Catalogue of Life specia Botanophila trivittata nu are subspecii cunoscute.